# 우스키번
우스키번(일본어: 臼杵藩 うすきはん[*])은 분고국에 존재했던 번이다. 번주는 이나바가이고, 번청은 아마베군 우스키성 (현재 오이타현 우스키시)에 있다.

## 개요
가마쿠라 시대부터 전국 시대까지의 분고국은 오오토모씨의 지배 하에 있었다. 키리시탄 다이묘로 알려진 오오토모 요시시게의 치세 말기, 사츠마국의 시마즈씨의 침공으로 오오토모씨는 좆망의 기로에 섰지만 (호우사츠 전투), 니우지마성 (丹生島城, 우스키성의 전신)에서 농성한 요시시게의 분전 등으로 이를 극복하고, 도요토미 히데요시의 규슈 정벌로 시마즈씨가 토벌당하는 바람에 멸망 위기를 넘겼다. 도요토미 정권 하에서도 오오토모씨는 분고 일국의 영지 유지가 허용되었지만, 임진왜란 때 오오토모 요시무네 (요시시게의 아들)가 비겁한 행동을 했다는 이유로 히데요시의 분노를 사서 개역되어 분고에서의 오오토모씨의 지배는 끝을 맞이했다.
그 후, 분고국에는 도요토미 가신단이 분산 배치되어, 우스키에는 오오타 카즈요시가 6만 5천석으로 들어왔다. 6만 5천석은 분고에 분산 배치된 제다이묘 중에서 가장 큰 봉록이었다. 게이초 5년 (1600년), 세키가하라 전투에서 카즈요시는 이시다 미츠나리와의 친분이 있었기 때문에 서군에 가담하였기 때문에, 전후에 개역되었다. 그 후, 이나바 사다미치가 서군을 배신하고 동군에 붙어 세키가하라 본전에 참가하여 무공을 세웠기 때문에, 미노국 군상 하치만 4만석에서 우스키 5만석으로 가증 이봉되어, 우스키번의 번조가 되었다. 사다미치는 사이토 도산, 오다 노부나가를 섬겼고, 니시미노 3인방 중 한명인 이나바 요시미치의 아들이다.
에도 시대에는 이나바 성을 가지고 막부 각료・후다이 다이묘까지 오른 또 하나의 이나바가가 있는데, 이는 하야시 마사나리 (이나바 마사나리)가 요시미치의 손녀 (이나바 시게미치의 딸)를 아내로 맞이하였기 때문에, 마사나리가 이나바씨를 칭하고, 그 자손이 대를 이은 것이 시초이다 (요시미치의 손녀 사후, 요시미치의 외손녀에 해당하는 여성과 재혼하는데 그 여성이 훗날의 카스가노츠보네이다). 사다미치계의 이나바가는 세키가하라 전투 후에 도쿠가와가의 가신이 되었기 때문에, 토자마 다이묘로 취급된다.
엔호 원년 (1673년), 5대 번주 카게미치에 의해, 조카마치가 정비되고 번 정치가 정비된다.
에도 시대 중기 이후, 번 재정이 점점 나빠져서, 13대 치카미치 대의 덴포 원년 (1830년)에는 빚이 30만 냥에 이르렀다. 이 때문에, 은거하고 있으면서 치카미치를 후원하던 11대 테루미치는 덴포 2년 (1831년), 가로인 무라세 미치요시를 「어승수방총원체(御勝手方総元締)」로 임명하고, 덴포의 번정개혁을 단행했다. 철저한 긴축 재정과 신덴 개발, 또 「어수단(御手段)」이라고 칭하는 고차재출연 (빛 떼어먹기)이나 반제 기간 유예의 교섭을 실시하는 등의, 약간 난폭한 개혁을 실시했다. 이 때문에 번 재정은 꽤 호전되었다.
또한, 12대 타카미치 이후의 번주는 모두 요절하거나 아들을 얻지 못했기 때문에, 때로는 사후 양자입양서를 막부에 제출 (말기 양자)하는 줄타기하는 듯 번주 교체를 계속하고 있었다.
코카 원년 (1844년), 농민들의 사냥을 중심으로 한 총포조를 편성하여, 농병대 「카와토 철포졸(川登鉄炮卒)」이 조직되었다.
막부 말기는 좌막・도막 그 어느 쪽에도 가담하지 않고 중립을 지키는 입장을 취했으나, 메이지 2년 (1869년) 6월, 분고 제번 중 가장 먼저 판적봉환을 실시하였고, 마지막 번주인 히사미치는 메이지 정부에 의해 번지사로 임명되었다. 메이지 4년 (1871년), 폐번치현에 의해 우스키현이 되었고, 그 후에 오이타현에 편입되었다. 번주가인 이나바가는 메이지 2년, 화족에 올랐고, 메이지 17년 (1884년)에 자작이 되었다.

## 역대 번주
이나바가 (稲葉家)
토자마 다이묘 5만석
1. 사다미치
2. 노리미치
3. 가즈미치
4. 노부미치
5. 가게미치
6. 도모미치
7. 쓰네미치
8. 마사미치
9. 야스미치
10. 히로미치
11. 데루미치
12. 다카미치
13. 지카미치
14. 아키미치
15. 히사미치

## 영지
- 분고국
  - 아마베군 중 94개 마을 (1정 114개 마을)
  - 오이타군 중 39개 마을 (46개 마을)
  - 오노군 중 143개 마을 (158개 마을)

※괄호 안은 『구고 구령 취조장(旧高旧領取調帳)』의 숫자

## 같이 보기
- 폐번치현